# Clàusula abusiva
Una clàusula abusiva és tota clàusula contractual no negociada individualment, predisposada, la incorporació de la qual ve imposada per una de sola de les parts. Que va en contra de la bona fe, causa un greu desequilibri en els drets i obligacions de les parts en perjudici del consumidor. La llei les considera nul·les de ple dret. Això no implica la nul·litat del contracte.